# Douglas A-4 Skyhawk

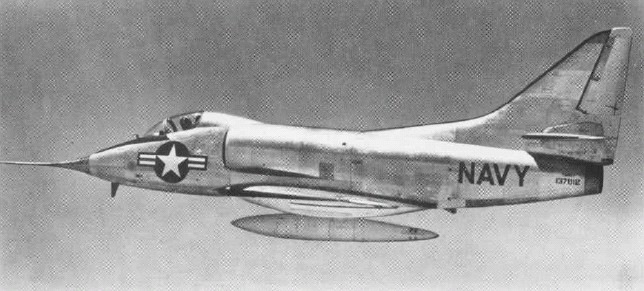
Prototypen XA4D-1 under en provflygning i september 1954.

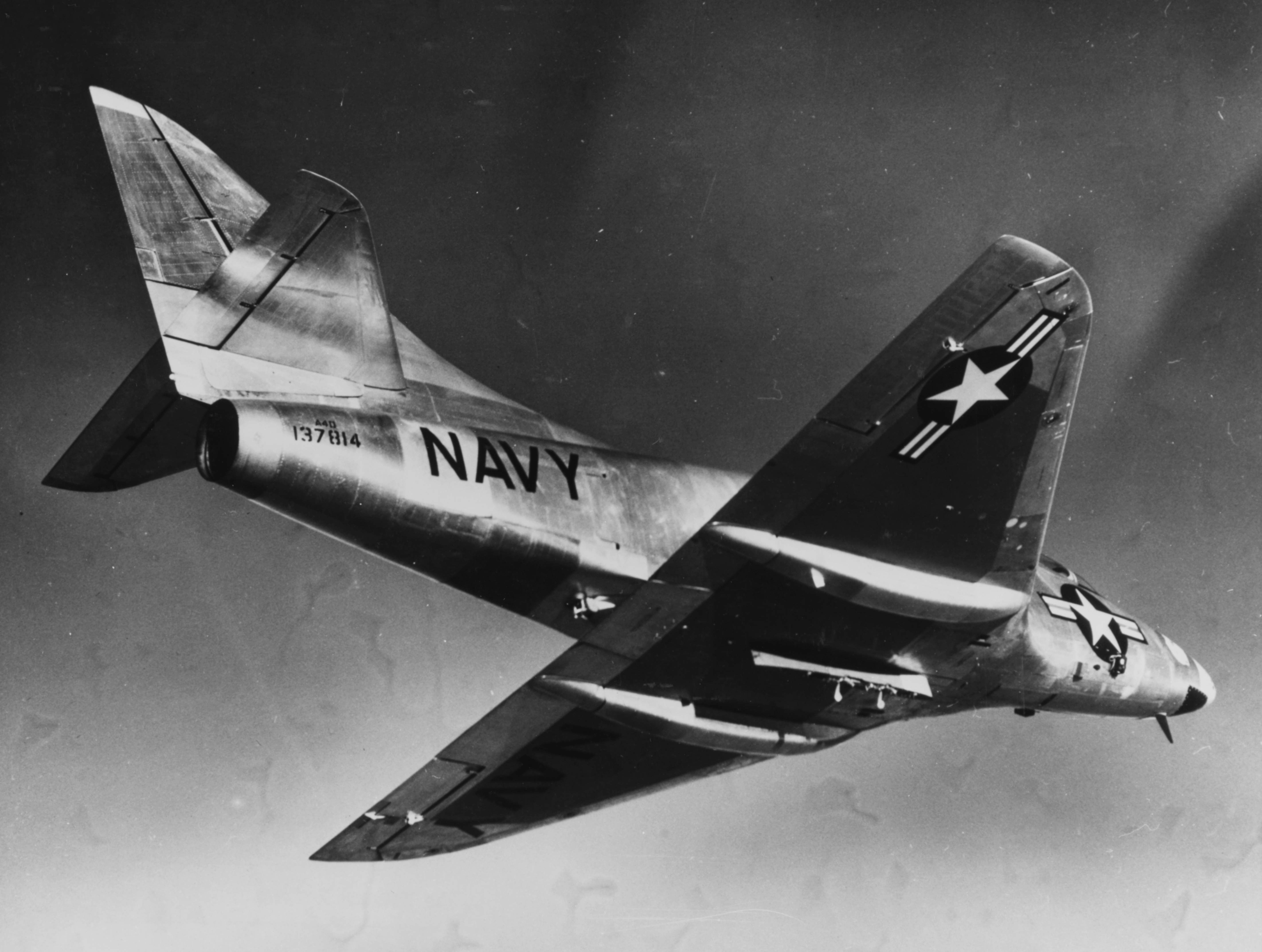
Andra produktionsexemplaret, oktober 1955.

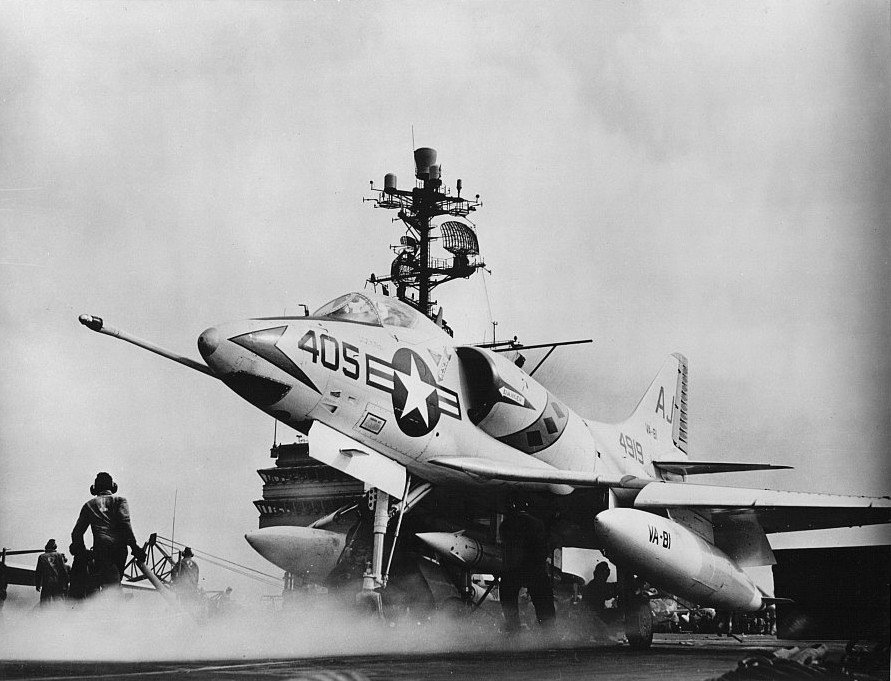
A-4B med lufttankningsbom och en AGM-12 Bullpup under buken inför start från.

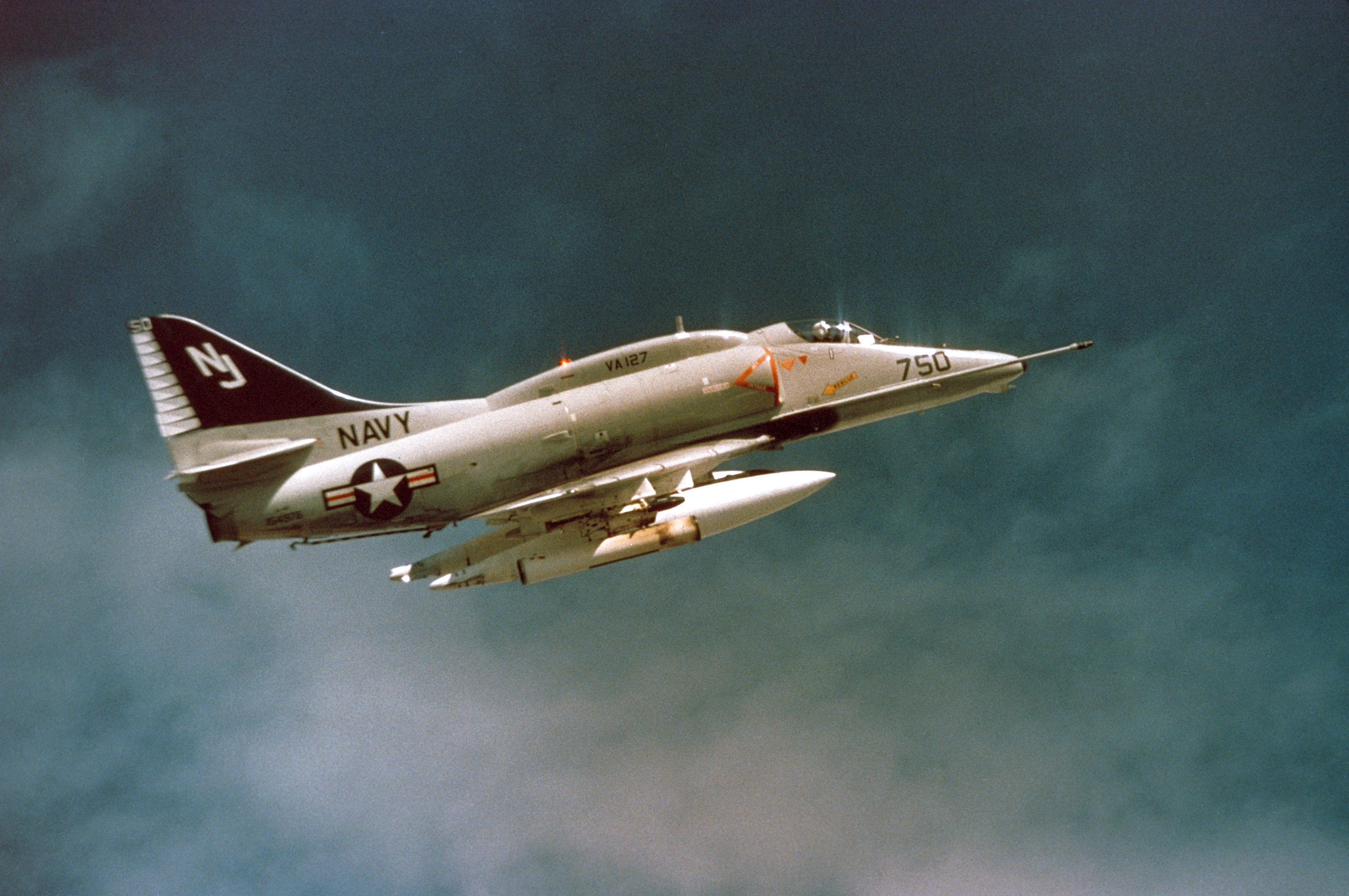
En A-4F från attackdivision VA-127 Cylons med fälltankar och Zuni-raketer. Notera den tydliga ”kamelpuckeln” mellan fenan och cockpit.

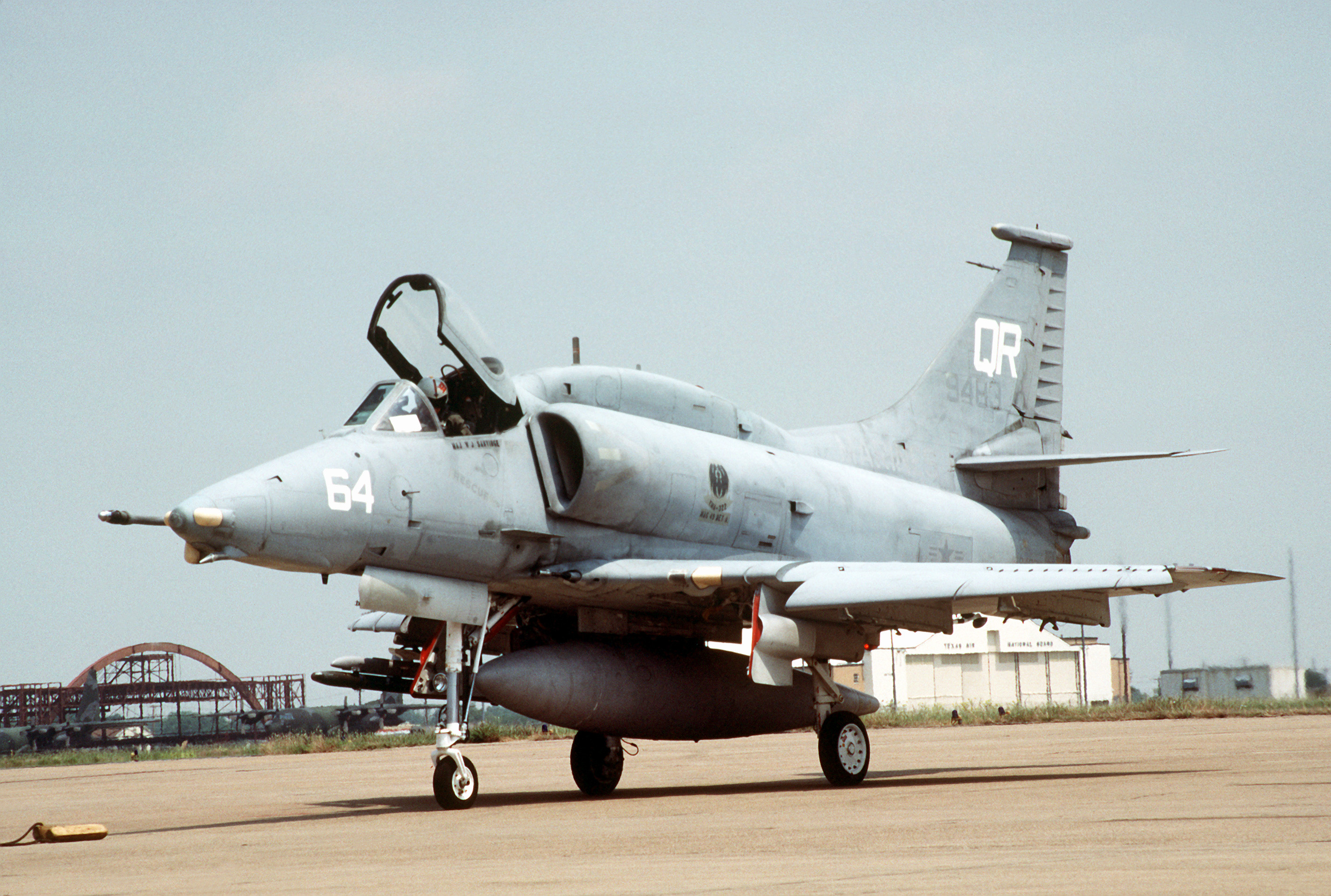
En A-4M från attackdivision VMA-332 Fighting Gamecocks med det nya bombsiktet i nosen.

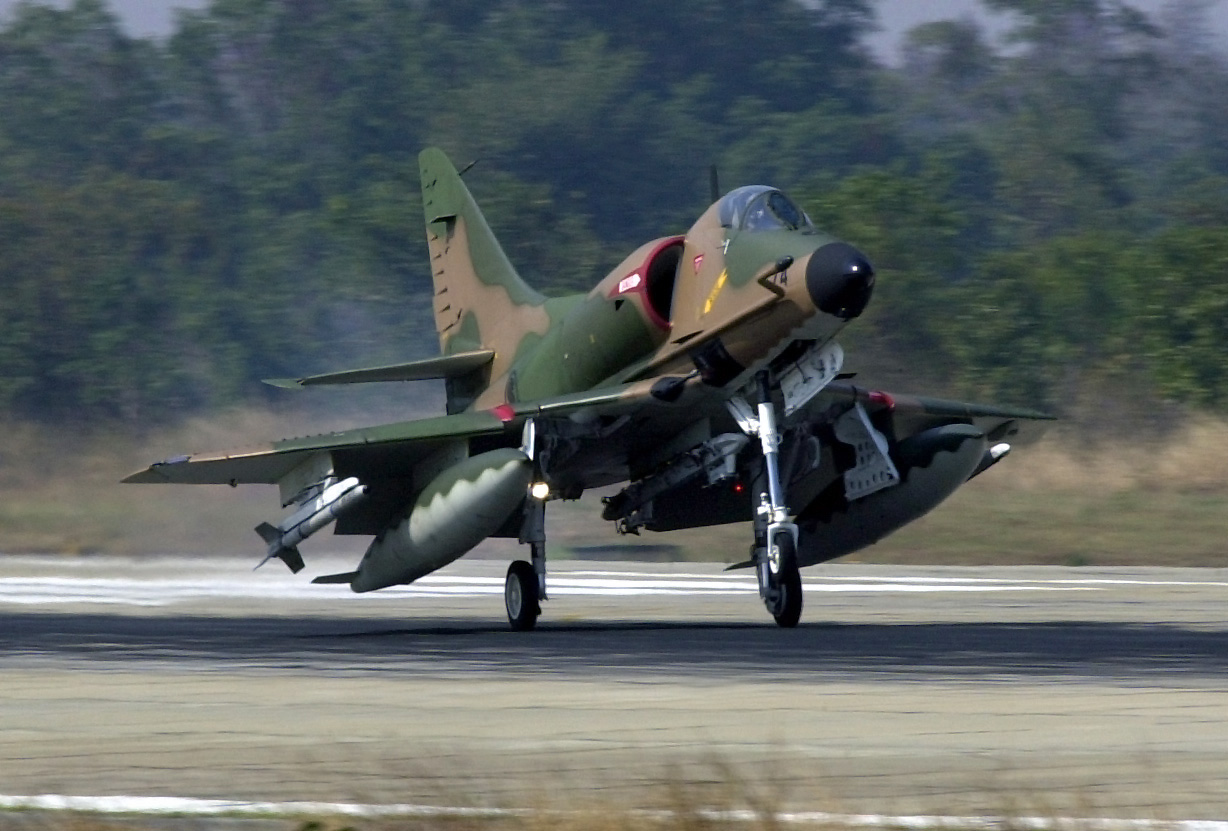
A-4SU Super Skyhawk i Singapores flygvapen är en av få Skyhawks som fortfarande är i tjänst.

Douglas A-4 Skyhawk är ett deltavingat, enmotorigt, hangarfartygsbaserat attackflygplan konstruerat för USA:s flotta och USA:s marinkår.

## Konstruktion
Flygplanet konstruerades av Edward Heinemann som ett svar på en förfrågan från USA:s flotta om ett flygplan som kunde ersätta A-1 Skyraider. Heinemann koncentrerade sig på att hålla nere flygplanets storlek och vikt och därmed också dess kostnad och komplexitet. Resultatet blev ett flygplan som vägde hälften av flottans specifikation och som var så kompakt att det inte behövde förses med fällbara vingar.
Vingarna kunde göras både starka och lätta och samtidigt innehålla en försvarlig mängd bränsle eftersom de inte behövde vara fällbara och eftersom landningsstället inte inkräktade på vingbalken. Flygplanets ringa storlek och låga vikt gjorde att det kunde baseras på relativt små hangarfartyg från andra världskriget som fortfarande fanns i tjänst.

## Historia
Prototypen XA4D-1 flög första gången 22 juni 1954 och de första produktionsflygplanen började levereras till flottan och marinkåren i september 1956 under beteckningen A4D-1 enligt det gamla systemet. Efter 1962 fick den beteckningen A-4A.
Under 1960-talet användes A-4B i rollen som jaktplan ombord på hangarfartyg av Essex-klassen eftersom det var det enda jetdrivna flygplan som var tillräckligt litet för att kunna baseras på dessa relativt (34 000 ton) små fartyg.

### Vietnamkriget
Skyhawks användes flitigt under hela Vietnamkriget, från bombningarnas inledning efter incidenten i Tonkinbukten 1964 fram till USA:s tillbakadragande 1973. Erfarenheterna från kriget ledde till många av de förbättringar som infördes på A-4F och A-4M. Många kända amerikaner flög Skyhawks över Vietnam, bland andra den framtida presidentkandidaten John McCain och den framtida vicepresidentkandidaten James B. Stockdale. Den senare sköts ner över Nordvietnam 9 september 1965 och tillbringade resten av kriget i fångläger. 1976 tilldelades han Medal of Honor.

### Utbildning och flyguppvisning
Mycket tack vare sin ringa storlek var Skyhawk ett lättfluget flygplan och de dubbelsitsiga varianterna kom därför att användas för utbildning av piloter. De TA-4J som användes för navigationsutbildning kunde förses med en ogenomskinlig huv över elevens plats för att träna flygning och navigering utan synliga referenser.
A-4E utan ”kamelpuckel” och med den starkare P&W J52-P408 motorn användes för att fingera fientligt flyg under utbildning i luftstrid vid Navy Fighter Weapons School (mer känt som Top Gun). Skyhawks förekom också i den rollen i filmen Top Gun med Tom Cruise. A-4F som byggts om på samma sätt användes från december 1974 till november 1986 av flyguppvisningsgruppen Blue Angels. A-4E som byggts om för luftstridsträning kallades Mongoose (mungo) medan A-4F som byggts om för flyguppvisning kallades Super Fox.

## Export

### Argentina
Argentina blev den första exportkunden för Skyhawks när man 1965 köpte 50 stycken begagnade A-4B som efter ombyggnad fick beteckningen A-4P. När exporten stoppades p.g.a. vapenembargot 1977 hade Argentina 50 stycken A-4P (flygvapnet), 25 stycken A-4C (flygvapnet) och 16 stycken A-4Q (flottan). Ingen av dessa argentinska Skyhawks kunde bära sjömålsroboten Exocet. Under falklandskriget anföll man i stället brittiska fartyg på mycket låg höjd med vanliga sprängbomber. Trots de stora riskerna lyckades man tack vare Royal Navys brist på närluftvärn att sänka jagaren HMS Coventry och fregatten HMS Antelope och skada landstigningsfartygen RFA Sir Galahad, RFA Sir Tristram, jagaren HMS Glasgow samt fregatterna HMS Argonaut och HMS Broadsword. Sir Galahad skadades så svårt att hon senare sjönk. Totalt förlorade Argentina 22 Skyhawks under det sex veckor långa kriget.
På grund av vapenembargot och dåliga statsfinanser kunde förlusterna inte ersättas förrän Carlos Menem sökte stöd av USA i början på 1990-talet. 1994 erbjöds Argentina att köpa 36 begagnade A-4M moderniserade av Lockheed Corporation. Dessa fick namnet Fightinghawks och levererades mellan 1997 och 2000.

### Israel
I augusti 1966 beställde Israel 48 stycken modifierade A-4F, en beställning som efter sexdagarskriget utökades till 90 flygplan. Dessa kom att få beteckningen A-4H och var Israeliska flygvapnets huvudsakliga attackplan under utnötningskriget 1967–1970 och oktoberkriget 1973. Dessa A-4H led stora förluster under Oktoberkriget på grund av det överraskande effektiva egyptiska luftvärnet. För att täcka förlusterna köptes 48 stycken begagnade A-4E in samtidigt som man beställde 117 stycken modifierade A-4M som fick beteckningen A-4N. Dessa användes under Libanonkriget 1982 och framför allt under de omfattande flygoperationerna över Bekaadalen i juni 1982. Efter det började F-16 Falcon att ersätta Skyhawk i attackrollen, men de fortsatte att användas för pilotutbildning. De togs slutligen ur tjänst 2008 efter att 32 flygplan sålts till Indonesien.

### Kuwait
1974 Köpte Kuwait 30 stycken A-4KU och 6 stycken tvåsitsiga TA-4KU. Av dessa 36 var 29 fortfarande i tjänst när Kuwaitkriget började 1991 och sattes in i flyganfall mot de framryckande irakiska styrkorna. Efter att deras flygbaser fallit fortsatte de att operera från temporära vägbaser och flydde till slut till Saudiarabien där de fortsatte att verka som ”Free Kuwait Air Force”. En Kuwaitisk Skyhawk förlorades i strid medan tre fick lämnas åt sitt öde. Efter kriget såldes de överlevande flygplanen till Brasilien där de fortfarande (2010) är i tjänst ombord på hangarfartyget São Paulo.

### Singapore
Med början 1973 köpte Singapores flygvapen in över 50 stycken begagnade A-4B. Dessa restaurerades och moderniserades av Lockheed Corporation i Ontario i Kalifornien till A-4S. Tre stycken dubbelsitsiga TA-4S byggdes också. Dessa skiljde sig för alla andra dubbelsitsiga Skyhawks genom att de i stället för att bara ha en längre huv med ytterligare en sittplats, i stället förlängdes med 710 mm där en identisk cockpit från ett skrotat flygplan monterades in. Under 1980-talet utökades antalet Skyhawks med ytterligare två beställningar om 70 och 24 flygplan.
Dessa flygplan hade de äldre och svagare motorerna Wright J65 och 1985 hade de flesta nått slutet på sin livslängd. I stället för att ersätta sina A-4S valde man att genomföra ett moderniseringsprogram där motorn byttes ut mot General Electric F404-100. Flygplanen fick också samma bombsikte som A-4M och nytt navigationssystem. Den nyare motorn visade sig höja flygplanens prestanda betydligt och A-4SU fick därför namnet Super Skyhawk.

## Varianter
- XA4D-1 Prototypflygplan
- A-4A (A4D-1) Första produktionsserien
- A-4B (A4D-2) Förstärkt sidoroder och mittsektion, lufttankningsbom och möjlighet att bära AGM-12 Bullpup.
- A-4C (A4D-2N) Allvädersversion med AN/APG-53A radar, autopilot och nytt bombsikte.
- A-4E (A4D-5) Starkare motor (P&W J52-P6), ytterligare två vapenbalkar och radarhöjdmätare. Många försågs senare med samma ”kamelpuckel” som A-4F.
- A-4F Starkare motor (P&W J52-P8) och utrymme för mer elektronik i en ”kamelpuckel” på ryggen.
- A-4G A-4F byggda för Australiska flottan.
- A-4H A-4F byggda för Israels flygvapen utan ”kamelpuckel” och med 30mm automatkanoner.
- A-4K A-4F byggda för Nya Zeelands flygvapen.
- A-4L A-4C ombyggda med ”kamelpuckel” för flottans reserv.
- A-4M Starkare motor (P&W J52-P408), större huv, AN/ASB-19 bombsikte med laser.
- A-4N A-4M byggda för Israels flygvapen med 30mm automatkanoner. Fyra har sålts vidare till Tysklands flygvapen för att användas som målbogserare.
- A-4P begagnade A-4B ombyggda för Argentinas flygvapen.
- A-4Q begagnade A-4B ombyggda för Argentinas flotta. Baserade på hangarfartyget Veinticinco de Mayo.
- A-4S begagnade A-4B ombyggda för Singapores flygvapen med 30mm automatkanoner, nytt sikte, ytterligare två vapenbalkar och pansarskydd för cockpit.
- A-4AR A-4M ombyggda för Argentinas flygvapen med AN/APG-66V2 radar, ny katapultstol, radarvarnare och störsändare.
- A-4KU A-4M byggda för Kuwaits flygvapen.
- A-4PTM A-4C ombyggda för Malaysias flygvapen med ytterligare två vapenbalkar och samma huv och bombsikte som A-4M.
- A-4SU moderniserade A-4S med starkare motor (GE F404-100) och elektronik från A-4M.
- EA-4F Fyra TA-4F ombyggda för elektronisk krigföring med avancerade radarvarnare och störsändare.
- OA-4M TA-4F ombyggda för flygande eldledning (Forward Air Controller) och med samma elektronik som A-4M.
- TA-4F Dubbelsitsig A-4F för pilotutbildning.
- TA-4J A-4E utan automatkanoner, lufttankningsbom och med den svagare P&W J52-P6 motorn.
- TA-4KU Dubbelsitsig A-4KU för pilotutbildning.

## Användare
- Argentina
  -  Argentinas flotta (1971–1988)
  -  Argentinas flygvapen (1965–nutid)
- Australiens flotta (1965–1984)
- Brasiliens flotta (1997–nutid)
- Indonesiens flygvapen (1980–2003)
- Israels flygvapen (1968-2008)
- Kuwaits flygvapen (1976–1997)
- Malaysias flygvapen (1985–1999)
- Nya Zeelands flygvapen (1969–2001)
- Republiken Singapores flygvapen (2001–2013)
- Tysklands flygvapen (2001–nutid)[a]
- USA
  -  USA:s flotta (1956–1998)
  -  USA:s marinkår (1956–2003)

## Fotnoter
1. ↑  Sex A-4N som utgör tredje divisionen av Jagdgeschwader 71 (Richthofen), men opereras av det privata bolaget E.I.S. Aircraft GmbH.[1]

### Webbkällor
- Douglas A-4 Skyhawk production history Wynn Foster